# Batarà plumbi
El batarà plumbi (Dysithamnus plumbeus) és una espècie d'ocell de la família dels tamnofílids (Thamnophilidae).

## Hàbitat i distribució
Habita els boscos de les terres baixes del sud-est del Brasil.